# 日本の交響作品展
『日本の交響作品展』 (にほんのこうきょうさくひんてん) は、芥川也寸志（1925年 - 1989年）とアマチュアオーケストラの新交響楽団 が、1976年から1986年まで開催したコンサートのシリーズ。毎回日本人作曲家一人あるいは数人を取り上げ、各人の主に初期の交響作品 (管弦楽作品) を演奏した。

## 概要
作曲家の芥川也寸志を指揮者 (後に音楽監督) として1956年に発足したアマチュアオーケストラ新交響楽団は、創立20周年を迎えた1976年、2夜にわたる「日本の交響作品展」を開催した。これはプロのオーケストラがあまりとりあげない、戦前の日本の交響作品を紹介する企画であった。この企画により、芥川と新交響楽団は第8回鳥井音楽賞（現サントリー音楽賞）を受賞した。1977年8月には鳥井音楽財団主催の受賞記念コンサートが後述のとおり東京と大阪開催され、前年のプログラムから清瀬保二、箕作秋吉、尾高尚忠、早坂文雄、伊福部昭の作品が演奏された。以降、芥川と新交響楽団は、1986年まで継続してこの企画を続けた 。

## 背景
明治以降に日本人が作曲した交響作品は、山田耕筰の交響曲ヘ長調『勝鬨と平和』 (1912年) が嚆矢とされる。NHK交響楽団 (N響) が1981年に編集した『現代日本の管弦楽作品1912〜1981』には、334人の作曲家の合計1,589曲が掲載されている。この中で戦前の作品は、1944年までに73人が作曲した513曲を数えることができる。このうち1912年から1934年までの約20年間に作曲されたのは107曲であるが、1935年から1944年までの10年間に、実に4倍の406曲が作曲された。これは日本人作曲家の力量が充実してきたと同時に、1940年（昭和15年）の皇紀二千六百年に向けて作品公募が行われ、関連した多くの演奏会が開催されたこと、またN響の前身である新交響楽団 (1942年以降は財団法人日本交響楽団) の定期演奏会で、毎回自国作曲家の作品が演奏されたことが大きな要因であった。
戦後の日本ではプロのオーケストラが飛躍的に発展し、毎日のように各地で様々な演奏会が開催されている。しかしプログラムに取り上げられるのは大概外国の作品で、日本人の、しかも戦前の作品をプロオーケストラが定期公演で繰り返し演奏したのは、近衛秀麿『越天楽』などわずかなものにすぎない。
1925年生まれの芥川也寸志は中学時代から音楽家を志し、東京音楽学校に学んだ1935年から1944年の時期は、日本人作曲の管弦楽作品が数多く生まれた時期に重なる。これについて音楽評論家の小宮多美江は、次のように指摘している。「N響は1942年以降、毎定期公演に日本作品を組み、小倉朗作品も伊福部作品も繰り返し放送された。それら日本の管弦楽作品を彼 (芥川) がききのがすはずがない。日本の作品が出版される機会も意外に多く、学生時代の彼が古本屋で買った楽譜が日本の交響作品展の最初の土台資料になったこともいうまでもない」。1976年の「日本の交響作品展 昭和8年〜昭和18年」で芥川が取り上げた10人の10曲は、彼が8歳から18歳の時期の作品であり、若き感性を大いに刺激した作品群ということができる。

## 評価
1978年に開催された鳥井賞受賞記念コンサートのプログラム冊子では、音楽評論家の木村重雄が芥川と新交響楽団のこの企画について、「創成期における日本のオーケストラ音楽の実態とふれあえる関心が会場に足を歩ませ」「芥川の的確な指導により「新響」がこれらの作品を全人的ともいえる技術と精神力のすべてを注ぎこみ集中させた好演」と述べ、「アマチュア・オーケストラのアプローチしうる理想の限界点ではなかったろうか。そして、疑いもなく彼らはそれを克服し、次の目標に進もうとしている」、とエールを送っている。
1987年以降順次リリースされた「日本の交響作品展」関連CDのライナーノーツでも、音楽評論家の富樫康、秋山邦晴、小宮多美江、小村公次らが、「今日的視点から日本の近代音楽史に光をあてる画期的なコンサート」であったことを異口同音に述べている。また芥川の師である作曲家伊福部昭も、「作品を書くばかりでなく、日本はもっと日本の作品を重視す可きであると云うのが彼の主張であり、このことが新交響楽団の結成や、その後の長い育成に繋がったのであった。又、事実、芥川君の指揮する日本の作品の演奏には、独特な愛情と誠実さが見られる」と記している。
小宮はさらに、芥川没後の1990年に刊行された『芥川也寸志：その芸術と行動』の中で、「「日本の交響作品展」のこと」という章を執筆し、6ページにわたりこの企画の概要と意義をまとめている。その中で小宮は「（芥川は）民族的作曲家としては当然とりあげられるべき松平頼則個展は、サントリーの作曲家個展にゆだねた。それは同事業のその後の道をひらいたといえるが、松平頼則作品でぶつかる技術的なあたらしい困難で、アマチュアの気迫を殺ぐまいとの配慮もあったと思う。（中略）ところが、こうしたこころ遣いを知らぬげに、新響は彼（芥川）亡きあと、もっとも若い同時代作家細川俊夫の作品を委嘱初演でやってのけた」、と新響の企画力を讃えている。

## 内容一覧
シリーズ各回の開催年、「演奏会名」および取り上げた作曲家と作品は以下の通り。なお指揮はいずれも芥川也寸志、会場は1978年第2夜 (日比谷公会堂) を除き、東京文化会館大ホールであった。
- 1976年「日本の交響作品展 昭和8年〜18年 第1夜」：平尾貴四男『古代讃歌』／ 箕作秋吉『小交響曲ニ長調』／大木正夫『組曲「五つのお伽噺」』／尾高尚忠『日本組曲』／早坂文雄『古代の舞曲』
- 1976年「日本の交響作品展 昭和8年〜18年 第2夜」：清瀬保二『日本祭礼舞曲』／安部幸明『小組曲』／高田三郎『山形民謡によるバラード』／諸井三郎『小交響曲変ロ調』／伊福部昭『交響譚詩』
- 1978年「小倉朗交響作品展 第1夜」：小倉朗『交響組曲イ短調』『日本民謡による5楽章』『オーケストラのためのブルレスク』『交響曲ト調』
- 1978年「小倉朗交響作品展 第2夜」：小倉朗『オーケストラのための舞踊組曲』『ヴァイオリン協奏曲』『弦楽合奏のためのコンポジション』『オーケストラのためのコンポジション嬰へ調』
- 1979年「日本の交響作品展3 早坂文雄」：早坂文雄『映画音楽「羅生門」から』『古代の舞曲』『左方の舞と右方の舞』『管弦楽のための変容』
- 1980年「日本の交響作品展4 伊福部昭」：伊福部昭『オーケストラとマリムバのためのラウダ・コンチェルタータ』『ヴァイオリン協奏曲第二番』『タプカーラ交響曲』
- 1981年「日本の交響作品展5 菅原明朗」：菅原明朗『交響写景「明石海峡」』『チマローザの断章による合奏協奏曲』『アコーディオンのための協奏交響楽』『交響的幻影 イタリア』『Fantasia』
- 1982年「日本の交響作品展6 清瀬保二」：佐藤敏直『哀歌』／清瀬保二『郷土舞踊』 『エレジー 亡き母に捧ぐ』『古代に寄す』『ピアノ協奏曲』『日本祭礼舞曲』
- 1983年「日本の交響作品展7 青春の作曲家たち」：小倉朗『交響組曲イ短調』／松平頼則『南部子守唄を主題とするピアノとオルケストルの為の変奏曲』／戸田邦雄『交響幻想曲「伝説」』／渡辺浦人『交響組曲「野人」』／別宮貞雄『管弦楽のための「二つの祈り」』
- 1984年「日本の交響作品展8 東北の作曲家たち」：伊藤俊幸『オーケストラの為のコンポジション』／佐藤喜美『前奏曲「エメラルドの幻影」』／林芳輝『筝と管弦楽の為のラプソディ』／安達弘潮『語部とオーケストラの為の交響的物語「遠き神々の物語」』／片岡良和『抜頭によるコンポジション』
- 1985年「日本の交響作品展9 小山清茂」：小山清茂『管弦楽のための「信濃囃子」』『弦楽のための「アイヌの唄」』『テープを伴った管弦楽のための「鄙歌」第1番』『管弦楽のための「うぶすな」』『交響組曲「能面」』
- 1986年「日本の交響作品展10 芥川也寸志」：芥川也寸志『交響曲第一番』『エローラ交響曲』『アレグロ・オスティナート』『絃楽のための三楽章』『交響管絃楽のための音楽』

### 受賞記念演奏会
1977年8月に東京と大阪で開催された鳥井音楽財団主催の新交響楽団演奏会と、1987年2月にサントリーホール開場記念として開催された新交響楽団演奏会の詳細は次の通り。指揮はいずれも芥川也寸志。
- 1977年「鳥井音楽賞コンサート：日本の交響作品展」：清瀬保二『日本祭礼舞曲』／箕作秋吉『小交響曲ニ長調』／尾高尚忠『日本組曲』／早坂文雄『古代の舞曲』／伊福部昭『交響譚詩』【8/4東京文化会館、8/8大阪フェスティバルホール】
- 1987年「サントリー音楽賞受賞演奏家シリーズ」：平尾貴四男『古代讃歌』／早坂文雄『左方の舞と右方の舞』／小倉朗『オーケストラのための舞踊組曲』／伊福部昭『タプカーラ交響曲』【2/1サントリーホール】

## 後継の演奏会
1989年に芥川が没した後も、新交響楽団は作曲家石井眞木、音楽評論家秋山邦晴、片山杜秀、また日本近代音楽館などの協力を得て、折に触れ日本人の交響作品を演奏会に取り上げた。その中でまとまった形の演奏会は次のとおりである。なお、2002年以降も新交響楽団は日本人作品をプログラムに取り上げているが、「日本の交響作品を積極的に、継続的に演奏する」方向性は、2002年設立のオーケストラ・ニッポニカに継承されている。
- 1989年「第124回演奏会」：シューマン『交響曲第4番』／細川俊夫『ヒロシマ･レクイエム』〈委嘱作品〉【指揮：今村能】
- 1990年「追悼・芥川也寸志：音楽はみんなのもの」：芥川也寸志『交響管絃楽のための前奏曲』『森のすきなおとなとこどものための音楽童話「ポイパの川とポイパの木」』『交響曲第1番』『絃楽のための三楽章（トリプティーク）』【指揮：山田一雄（1月20日・28日）、森山崇（27日）、岸田今日子（20日語り）; 黛敏郎（28日司会）】
- 1991年「現代の交響作品展'91」：松村禎三『管弦楽のための前奏曲』／石井眞木『笛とオーケストラのための協奏曲「解脱」Op.63』／伊福部昭『交響頌偈「釈迦」』【指揮：石井眞木、横笛独奏：赤尾三千子】
- 1992年「現代の交響作品展'92」：夏田昌和『「モルフォジェネシス」オーボエとオーケストラのための』〈新響公募入選作品〉／一柳慧『ピアノ協奏曲第1番「空間の記憶｣』／石井眞木『交響三部作「浮游する風」』【指揮：夏田昌和、石井眞木、オーボエ独奏：柴山洋、Pf独奏：一柳慧、打楽器独奏：山口恭範】
- 1993年「第43回ベルリン芸術週間1993」：藤田正典『オーケストラのための「輪廻」』／伊福部昭『ラウダ・コンチェルタータ』／石井眞木『交響三部作「浮游する風」』【指揮：石井眞木、Mba独奏：安倍圭子、打楽器独奏：山口恭範】
- 1995年「映画生誕100年記念」：深井史郎『「空想部落」の音楽』／武満徹『弦楽のための「ホゼイ・トレス」』／芥川也寸志『煙突の見える場所』『猫と庄造と二人のおんな』『八甲田山』『日蓮』【指揮：小松一彦、企画：秋山邦晴】
- 1996年「日本の交響作品展'96 第1夜」：尾高尚忠『みだれ』／早坂文雄『ピアノ協奏曲』／橋本國彦『交響曲二調』【指揮：本名徹次、Pf独奏：野平一郎】
- 1996年「日本の交響作品展'96 第2夜」：平尾貴四男『俚謡による変奏曲』／松平頼則『パストラル』／深井史郎『ジャワの唄声』／諸井三郎『交響曲第三番』／早坂文雄『序曲二調』【指揮：本名徹次】
- 1999年「芥川也寸志没後10年」：芥川也寸志『交響三章』『交響管絃楽のための音楽』『絃楽のための三楽章』『エローラ交響曲』『交響曲第一番』、映画音楽/ラジオ・テレビのための音楽より『えり子とともに』『煙突の見える場所』『猫と庄造と二人のをんな』『赤穂浪士』『八甲田山』【指揮：飯守泰次郎】
- 2002年「伊福部昭米寿記念演奏会」：伊福部昭『土俗的三連画』『ギリヤーク族の古き吟誦歌』『シンフォニア・タプカーラ』『「SF交響ファンタジー第1番」より抜粋』／芥川也寸志・眞鍋理一郎・三木稔・今井重幸『伊福部先生の米寿を祝う「四つの舞」』【指揮：石井眞木ほか】

## 関連CD一覧
1986年の『日本の交響作品展10 芥川也寸志』は、ライヴ録音CDが翌1987年に (株) フォンテックからリリースされた。これは同年に音楽之友社主宰のレコード・アカデミー賞〈特別部門 日本人作品〉を受賞している。
その後フォンテックから「日本の交響作品展」および後継の演奏会ライヴ録音が順次リリースされた。各CDタイトル、品番 (発売年) は次の通り。
- 『芥川也寸志 管弦楽選集』FOCD-3208（1987年）
- 『芥川也寸志 管弦楽選集 (続)：芥川也寸志の世界-1』FOCD-3243（1989年）
- 『早坂文雄 管弦楽選集：芥川也寸志の世界-2』FOCD-3244（1989年）
- 『伊福部昭 管弦楽選集：芥川也寸志の世界-3』FOCD-3245（1989年）
- 『日本の交響作品展：芥川也寸志の世界-4』FOCD-3246（1989年）
- 『ソヴィエト・中国交響作品展：芥川也寸志の世界-5』FOCD-3247（1989年）
- 『日本の交響作品展 (続)：芥川也寸志の世界-6』FOCD-3265（1990年）
- 『清瀬保二 管弦楽選集：芥川也寸志の世界-7』FOCD-3266（1990年）
- 『小倉朗 管弦楽選集：芥川也寸志の世界-8』FOCD-3273（1991年）
- 『ヒロシマ・レクイエム‐音宇宙IV：細川俊夫作品集』FOCD-3108（1990年）
- 『伊福部昭 交響二題：伊福部昭の世界-1』FOCD-3140（1991年）

これらのCDの多くはフォンテックから2011年に下記の通り再発売されている。
- 『芥川也寸志 作品集』FOCD-9527/8
- 『早坂文雄 作品集』FOCD-9529/30
- 『伊福部昭 作品集』FOCD-9531/2
- 『清瀬保二／小倉朗 作品集』FOCD-9533/4